# Дом страха
«Дом страха» (англ. Madhouse) — американский триллер 2004 года режиссёра Билла Батлера. Премьера фильма состоялась 30 июля 2004 года. Фильм был выпущен сразу на DVD. Из-за обилия сцен насилия имеет ограничительный рейтинг R.

## Сюжет
Фильм начинается со вступления, в котором демонстрируются летающие призраки и иные паранормальные явления. После пролога в психиатрическую больницу для практикования своих познаний и навыков приезжает молодой доктор Кларк. Уже с самого начала своего посещения больницы она ему не понравилась: он слышит непонятные звуки; что-то часто возле него мелькает, что не удаётся разглядеть; да и к тому же сами пациенты ведут себя как-то странно. Всё это также осложняется тем, что главный врач, Фрэнкс, не желает улучшать свою больницу и следовать нововведениям. Кроме того, вызывает подозрения его заинтересованность привидениями. Вскоре сверхъестественные силы начинают действовать открыто, переходя впоследствии к реальным убийствам. Доктор узнает о некоем пациенте из особо одаренных, которые содержатся в старом блоке чуть ли не в цепях, тот говорит загадками, рассказывает историю о некоем мальчике, пытавшемся сбежать много лет назад. Знакомство с клиникой идет своим чередом, как и новые трупы; у доктора появляются новые друзья, однако он постоянно видит нечто странное, призраков или что-то в этом роде, а также мучается от головных болей. В итоге оказывается, что нет никаких призраков и пациента без имени, камера давно пустует, так как пациент сбежал много лет назад, будучи мальчишкой, коим является сам доктор, он же убивает докторов — садистов, насильников-санитаров и прочую нечисть, наконец собирая свою личность в единое целое. Убив новую подружку-медсестру и прочих, он покидает стены клиники «очистившимся».

## В ролях
| Актёр            | Роль                       |
| ---------------- | -------------------------- |
| Джошуа Леонард   | Кларк Стивенс / Бен Линдон |
| Лэнс Хенриксен   | доктор Альберт Фрэнкс      |
| Джордан Лэдд     | медсестра Сара             |
| Наташа Лионн     | пациентка Элис             |
| Дендри Тейлор    | медсестра Хендрикс         |
| Лесли Джордан    | доктор Мортон              |
| Пэтрика Дарбо    | администратор Бетти        |
| Кристиан Леффлер | Дрейк                      |
| Ньюэлл Александр | доктор Дуглас              |
| Дэн Каллахан     | доктор Хендрикс            |
| Раду Мику        | пациент Ройс               |